# Nordmannia infrabrunnea
Nordmannia infrabrunnea är en fjärilsart som beskrevs av Barend J. Lempke 1955. Nordmannia infrabrunnea ingår i släktet Nordmannia och familjen juvelvingar. Inga underarter finns listade i Catalogue of Life.